# 小行星2216
小行星2216（2216 Kerch）是一颗围绕太阳公转的小行星。1971年6月12日，塔瑪拉·斯米爾諾娃在克里米亚发现了此天体。
該小行星以克里米亞共和國的城市刻赤命名。
这颗小行星的绝对星等为182.1351889606104等。